# Јеврејски културни центар Арије Ливне (Бања Лука)
Јеврејски културни центар Арије Ливне је културни центар у граду Бањалуци (Република Српска, БиХ). Свечано је отворен 2014. године, као једини овакав објекат, изграђен након Другог свјетског рата на Балкану. Културни центар служи за афирмацију јеврејске културе, историје, традиције. У склопу Јеврејског културног центра који носи име по великом пријатељу српског народа, и предсједнику Привредног представништа Републике Српске у Израелу Арију Ливнеу, налази се и јеврејски вјерски објекат, синагога Илона Вајс.

## Историја Јевреја у Бањалуци
Јевреји се први пут спомињу у Бањалуци у 16 вијеку. Највећи број Јевреја, и то сефарда, доселио се у 19 вијеку. Прије Другог свјетског рата бањалучка јеврејска општина бројала је неколико стотина породица, са изграђеном синагогом. У Другом свјетском рату уништена су готово сва обиљежја. Данас се у Бањалуци бројност јеврејских породица мјери десетинама. Сефардски Јевреји су свакако имали јачу улогу у БиХ, с обзиром да су само у Сарајеву, Бањалуци и Тузли биле формиране и засебне ашкенаске општине, с тим да је Тузла једини град у којем су Ашкенази били бројнији.
До времена аустроугарске окупације у Бањалуци је искључиво постојала популација сефардских Јевреја, даљим поријеклом из Шпаније и Португалије. Бавили су се занатством и трговином; занатима су се бавили сиромашнији Јевреји, а они нешто богатији трговином. Од 1878. године Јевреји су дали велики замајац ширењу капиталистичке привреде и ширењу западноевропских идеја у Бањалуци. Према подацима, од 1815. до 1878. године, носиоци увозно-извозне трговине били су Срби и Јевреји, а муслимани су оријентисани према унутрашњој трговини и занатству.

## Синагога "Илона Вајс"
У склопу Јеврејског културног центра, изграђена ја и синагога, која је понијела име по мајци Арија Ливнеа, Илони Вајс, која је током Другог свјетског рата настрадала у логору Аушвиц. Отварањем овог објекта, Бањалука и јеврејска заједница у Бањалуци, након седам деценија чекања, тачније од 1944. године, када је порушена посљедња јеврејска синагога, добиће објекат који ће бити мјесто за молитву, проучавање светих списа, мјесто богатог културно-умјетничког садржаја, али и мјесто ширења добре воље међу људима. Ово је једна од двије синагоге на територији Републике Српске, друга се налази у граду Добоју.

## Дани Израела и јеврејске културе
Године 2015. први пут је организована манифестација Дани Израела и јеврејске културе, која за циљ има промоцију јеврејске културе, традиције, историје, организовањем већег броја, културних, музичких, изложбених приказа о јеврејском народу и јеврејској култури.